# 达尔斯半岛博恩
达尔斯半岛博恩是德国梅克伦堡-前波莫瑞州的一个市镇。总面积62.59平方公里，总人口1117人，其中男性561人，女性556人（2011年12月31日），人口密度18人/平方公里。